# Giuseppe Cominotti
Giuseppe Cominotti (Cuneo, 12 settembre 1792 – Torino, 18 febbraio 1833) è stato un architetto, pittore, funzionario e topografo italiano.
Fu un esponente del Neoclassicismo durante il Regno di Sardegna.

## Biografia
Fu trasferito in Sardegna nel maggio del 1823 all'avvio dei lavori per la strada statale voluta dal re Carlo Felice, dopo aver lavorato per anni a Torino nello studio dell'architetto Ignazio Maria Michelotti con l'incarico di disegnatore nella divisione Ponti e strade del Corpo reale del genio civile. Lavorò a Sassari, Porto Torres, Ozieri, Sorso, Nuoro, Solarussa, Oristano, Cagliari e nuovamente a Torino.
Come acquerellista ed illustratore, nel 1824 Alberto della Marmora lo incaricò di illustrare l'Atlas del suo Voyage en Sardaigne, pubblicato nel 1826 e successivamente nel 1839 in collaborazione con il disegnatore italiano Enrico Gonin. Fra il 1823 ed il 1824 dipinse 12 acquerelli (Indice de' Costumi e vedute Sassaresi disegnati dal vero negli anni 1823-1824) e tre vedute, di cui due ritraevano Sassari da Levante e Ponente e la terza la città di Alghero, mentre è del 1825 un piccolo acquarello raffigurante Porta Nuova, sempre della città turritana. 
Sono del periodo 1825-1826 trenta tavole disegnate dal vero sugli usi e costumi della Sardegna, in particolare su Sassari e dintorni. Nel 1828 dipinse La veduta del nuovo braccio di fabbrica erettosi in ampliazione del Seminario Tidentino di Sassari nel 1828, progetto ideato dallo stesso architetto cuneese. In collaborazione con Enrico Marchesi, suo collega e amico, disegnò:
Nel febbraio del 1832, per motivi di salute, chiese ed ottenne di essere rimpatriato. Partì dalla Sardegna nel mese di maggio alla volta di Cuneo. Nel giugno si trasferì a Torino, dove divenne assistente del 1º Architetto di S.M. Carlo Bernardo Mosca. Morì improvvisamente a Torino il 18 febbraio 1833, per colpo apoplettico.
Il 20 maggio 2010, per onorare la memoria il comune di Sassari ha intitolato una piazza all'architetto.

## Opere

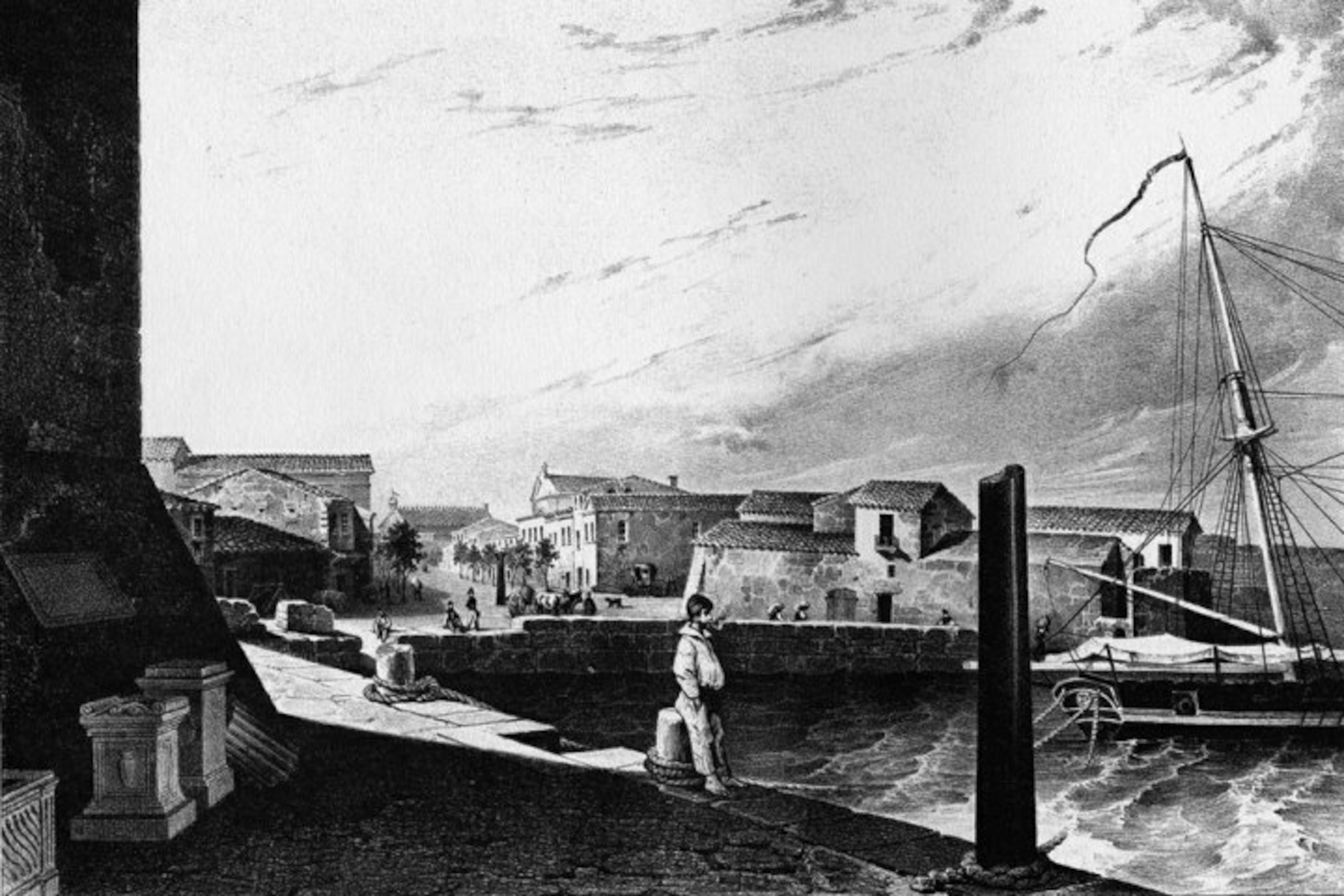
Porto Torres vista dalla base dell torre aragonese, 1827

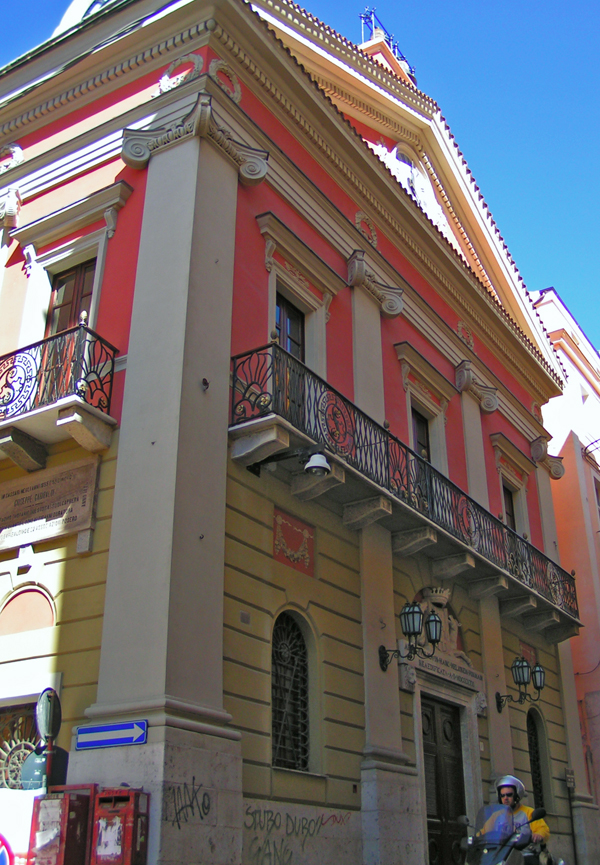
Il teatro civico di Sassari

La sua attività architettonico-urbanistica si estese a tutta la Sardegna realizzando numerose opere, fra le quali:
- Teatro Civico di Sassari del 1826-1828, (progetto esecutivo e direzione dei lavori).
- Chiesa della Beata Vergine della Consolata di Porto Torres del 1826, (progetto esecutivo e direzione dei lavori).
- Progetto delle carceri di Sassari presumibilmente fra il 1827 e il 1829.
- Aula magna della Regia Università di Sassari del 1828, (progetto esecutivo e direzione dei lavori).
- Palazzo del Marchese di S. Sebastiano a Sassari presumibilmente fra il 1828 e il 1829, (progetto di massima).
- Nuova ala del Seminario Tridentino di Sassari del 1828, (progetto esecutivo e direzione dei lavori).
- Seminario Tridentino di Ozieri del 1828-1829, (progetto esecutivo per l'ampliamento del piano terreno e sopraelevazione)
- Seminario Tridentino di Nuoro del 1828, (progetto esecutivo e direzione dei lavori).
- Progetto d'ingrandimento della Città di Sassari verso mezzogiorno fra porta Castello e porta nuova del 12 agosto 1829, (progetto di massima, in seguito modificato dall'ingegnere Enrico Marchesi il 31 maggio 1837 e approvato da Carlo Alberto il 9 dicembre dello stesso anno).
- Braccio sinistro del transetto della Parrocchiale di S.Pantaleo di Sorso del 1829, (progetto esecutivo).
- Progetto dei Canali sotterranei (fognature) di Sassari nell'ottobre del 1829, (progetto di massima).
- Progetto della facciata del palazzo arcivescovile di Oristano del 1829, (progetto di massima).
- Progetto dell'ala occidentale con prolungamento a nord del Seminario Tridentino di Oristano del 1829, (progetto esecutivo e direzione dei lavori).
- Parrocchiale San Pietro Apostolo di Solarussa del 1829, (progetto esecutivo).
- Progetto dei Cappelloni di San Luigi Gonzaga e San Giovanni Nepomuceno della Cattedrale di Oristano fra il 1830 e il 1831, (progetto di massima).
- Teatro Civico di Cagliari, (presentati due progetti, di cui il progetto di massima del teatro datato 27 ottobre 1831 e la modifica della platea del 30 marzo 1832, in seguito modificati da Gaetano Cima).
- A Torino il 5 febbraio 1833, in collaborazione con il 1º Architetto di S.M., Carlo Bernardo Mosca, ideò gli ornati del Progetto di Sala per le solenni udienze servibile anche per il ballo nel Real Palazzo di Torino.

### Illustrazioni
- La Raccolta di N. XVI vedute prese sulla Centrale strada di Sardegna dedicate a S.E. il Marchese di Villahermosa di sua Patria amatore zelantissimo MDCCCXXXII. Le 16 litografie, disegnate fra il 1827 e il 1832, furono incise a Parigi dai migliori artisti francesi dell'epoca nell'azienda litografica di Mademoiselle Formentin nel 1832;
- La Pianta della città di Cagliari col disegno de' suoi principali edifizj del 1832, incisa in rame su doppio foglio dall'incisore milanese Stanislao Stucchi;
- La Pianta della città di Sassari col disegno de' suoi principali edifizj, circa 1832, incisa in rame su doppio foglio dall'incisore milanese Stanislao Stucchi.
- Sul finire del 1832, dietro l'insistenza dell'architetto Giovanni Battista Petrini, dipinse il suo ultimo acquarello dal titolo Nebbiolo canavesano o Uva Spana.